# やおよろっ!
『やおよろっ!』は、なつみんによる日本の漫画作品。『週刊少年サンデー』（小学館）にて2009年11号から同年26号まで連載された。その後ウェブコミックサイト『クラブサンデー』に移って2011年4月12日まで連載された。話数のカウントは「●人目」。

## 概要
美少女擬人化オムニバスGAG。2008年のGAGサマFESで掲載された「なつみんのまんが」が最も支持を集めたことから連載が決定した。2009年5月29日より掲載媒体が『クラブサンデー』に移行したが、『週刊少年サンデー』2009年33号で単行本の発売記念として一号限りの本誌掲載がされた。

## あらすじ
この作品はすさんだ現代人の心を潤すハートフル美少女擬人化ギャグ漫画。（サンデー引用）

## 登場人物
- 冷やし中華ちゃん - 解説としてページの柱に毎回登場
- 犬 - 解説としてページの柱に毎回登場

## 単行本
全4巻
1. （2009年7月17日発売） ISBN 978-4-09-121649-6
2. （2010年1月18日発売） ISBN 978-4-09-122139-1
3. （2010年10月18日発売） ISBN 978-4-0-9122657-0
4. （2011年7月18日発売） ISBN 978-4-09-123209-0

## 同人誌
- ぼつよろっ! - 単行本未収録作品を収録。2009年12月31日発行